# Loraphodius latisulcus
Loraphodius latisulcus är en skalbaggsart som beskrevs av Edmund Reitter 1892. Loraphodius latisulcus ingår i släktet Loraphodius och familjen Aphodiidae. Inga underarter finns listade i Catalogue of Life.